# تان مک
تان مک (به لاتین: Tân Mộc) یک منطقهٔ مسکونی در ویتنام است که در استان باک گیانگ واقع شده‌است.